# ポール・ヴィノグラドフ (音楽家)
ポール・ヴィノグラドフ（Paul Vinogradoff, 1888年6月15日 - 1974年12月3日）はロシア帝国出身のピアニスト、作曲家、音楽教師。

## 経歴
ロシア帝国ルブリン県ヘルム（現在のポーランド領ヘウム）の陸軍駐屯地で軍人の子として生まれ、2歳の頃に母から音楽の手ほどきを受けた。6歳のときに子供同士の遊びでの事故で左目の視力を失ったために軍人や官吏への進路は閉ざされ、音楽の道へ進むこととなった。8歳でパリ音楽院に入学し、エミール・デコムに師事。パリで会ったアレクサンドル・スクリャービンの推薦を受け、有力者の尽力により奨学金を得て、9歳でモスクワ音楽院付属高等音楽学校に入学した。モスクワ音楽院ではコンスタンチン・イグームノフにピアノを、セルゲイ・タネーエフに作曲を師事し、院長ワシーリー・サフォーノフの仲介によりイグームノフ邸に7年間寄宿した。1911年に銀メダルを獲得して音楽院を卒業。1913年から2年間、帝室トムスク音楽学校の校長を務めた。
父の赴任地のハバロフスクを訪れたのち、北京、奉天、ハルビン、ウラジオストクに滞在して音楽活動をした。1917年にハルビンの歌手ローザ・ラパポルトと結婚。その後、日本を訪れて演奏活動をしていたが、1923年の関東大震災で横浜の自宅と財産を失ったことをきっかけに、妻を伴いジャワ、スマトラへの演奏旅行に出発。1924年8月にはオーストラリアのシドニーに移住し、1932年から1936年までニュージーランドで活動した。オーストラリア国籍を取得している。
1937年に単身で再度来日。日本音楽学校、東洋音楽学校、武蔵野音楽大学、日本大学芸術学部で教鞭を執った。1969年2月11日に明治100年記念外国人叙勲において勲四等瑞宝章を受章。1974年12月3日に新宿区中落合の聖母病院で死去。告別式はニコライ堂で行われ、横浜外国人墓地に埋葬された。

## 作品
- ピアノ名曲集 [1]（共同音楽出版社、1969年）NCID BA86321475
  - フランス民謡変奏曲
  - おばあちゃまのお話
  - 子供のための5つの組曲
    1. ロマンス
    2. 船唄
    3. 涙
    4. ほたる
    5. 木馬

  - 5つの前奏曲
    1. アンダンテ
    2. プレスティシモ - ロシアの円舞曲への想出
    3. アンダンティノ - スクリアビンへの回想
    4. アレグレット・エナージュ - 昔の作曲家への追憶
    5. レント - ラフマニノフへの追憶

  - 荒城の月（左手のための）
  - 中国地方の子守唄
  - 六段変奏曲
- ピアノ名曲集 2（共同音楽出版社、1970年）NCID BA86321475、国立国会図書館書誌ID:000001314398
  - よろこびの歌 Glory Song （ベートーヴェン作曲、ヴィノグラドフ編曲）
  - ロシアの子供の歌 Russian Children's Song （ヴィノグラドフ編曲）
  - ジプシーの歌 Gipsy's Song （ヴィノグラドフ編曲）
  - 人形のワルツ Dolls Waltz
  - アルペジオのためのエチュード Etude Arpeggio
  - 心配ごと Anxiety
  - 子供のための組曲第2番 Second Children's Suite
    1. クリスマスのベル Christmas Bells
    2. 悲しきワルツ Melancholic Waltz
    3. ポエーム Poem
    4. 夢 Dream
    5. 昔の国のおどり Old Country Dance
    6. 木枯らし Gentle Wind
    7. マズルカ Mazurka

  - 重音で編曲された小犬のワルツ Chopin Waltz, Op．64，No．1 (in Double Notes) （ショパン作曲、ヴィノグラドフ編曲）
  - 重音で編曲されたショパンのワルツ Chopin Waltz, Op．64，No．2 (in Double Notes) （ショパン作曲、ヴィノグラドフ編曲）

## 教え子
- 多美智子[4]（旧姓: 粕谷[12]）
- 岡本滋子[13]
- 粕谷喜久子（旧姓: 福田）[14]
- 金沢孝次郎[15]
- 川澄康哉[16]
- 木村圭二[17]
- 小鍛冶邦宏[18]
- 古村義尚[18]
- 鈴木美智子（旧姓: 小原）[19]
- 世良譲[20]
- 宅孝二[21]
- ダン道子[22]
- 花井清[23]
- 東貞一[24][25]
- 日高実則[26]
- 福田一雄[27]
- 福田一穂[27]
- 本間徳男[28]
- 松村順吉[29]
- 三浦泰[30]
- 森田佳三[31]
- 柳昌子[32]